# Remparts de Compiègne
Les remparts de Compiègne correspondent à l'enceinte urbaine, construite au IXe siècle, reconstruite au XIIIe siècle et renforcée aux XVIe et XVIIe siècles, autour de la ville médiévale de Compiègne dans le département de l'Oise, en région Hauts-de-France. Il n'en subsiste à l'époque contemporaine qu'une portion et quatre tours.

## Historique
Au IXe siècle, sous le règne de l'empereur Charles II le Chauve, le premier rempart carolingien englobait une faible portion de l'actuel Compiègne : les Places du Change et de l'Hôtel de Ville ainsi que la Cour le Roi. L'actuelle rue des Cordeliers correspond à un fossé de ce rempart[réf. nécessaire].

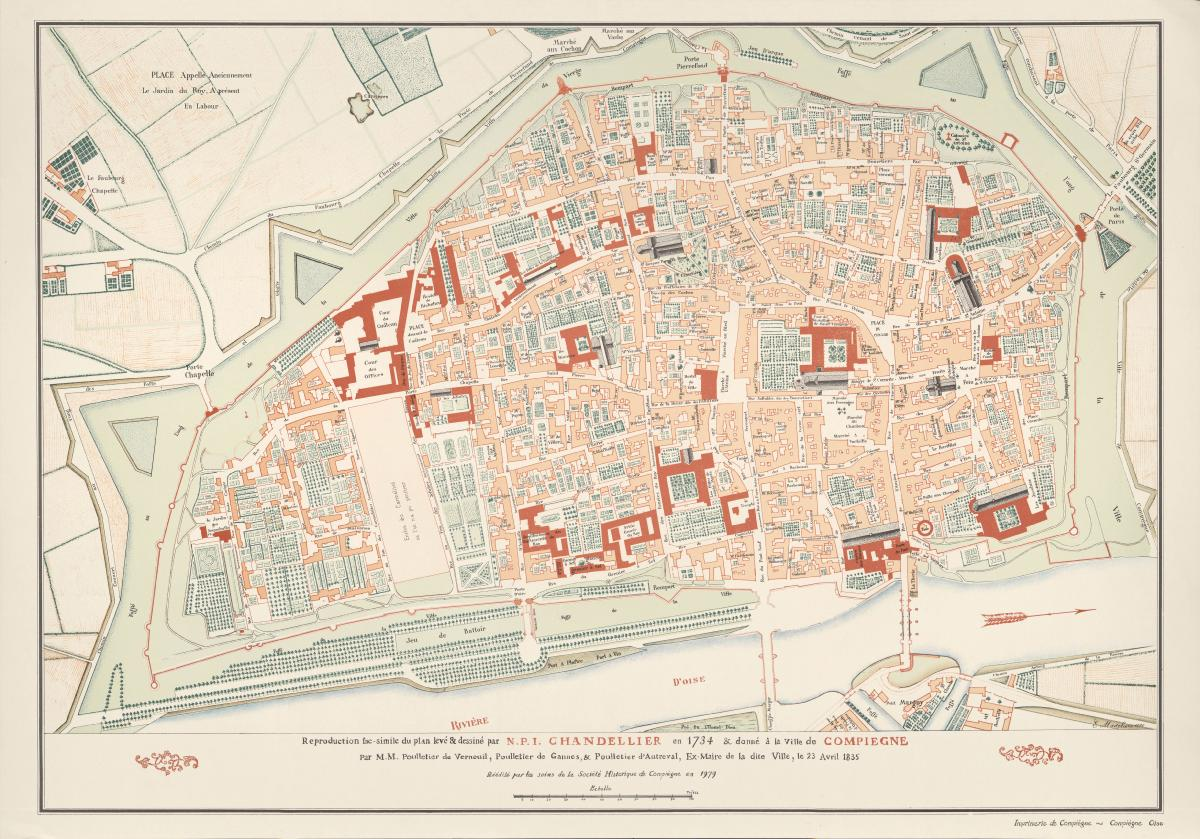
Plan de la ville de Compiègne réalisé en 1734 par N.P.I. Chandellier et présentant les fortifications.

Sous les Capétiens, de nouveaux remparts accompagnent le développement de la ville. Ils sont achevés sous le règne de Philippe Auguste et renforcés au XVIe et au XVIIe siècle. L'enceinte de Philippe Auguste, documentés par une série de mémoires royaux, a été bâtie dans les années 1205-1212.
Ces remparts comptaient dix-neuf tours (mais on a pu en dénombrer jusqu'à 44). Sous Henri II et Henri III, le système de fortification est augmenté d'une série de bastions.
La frontière s'étant éloignée depuis 1678, et les invasions moins redoutées, les remparts sont déclassés sous Louis XV, cédés aux riverains qui les transforment en jardins de plaisance et remblaient les fossés. Le roi lui-même fait reconstruire le château sur les remparts, largement percés pour la création des avenues.

## Vestige des remparts aujourd'hui
Le « Jardin des remparts » occupe les fossés médiévaux, jadis larges de 16 m et profonds de 10 m. Ce « jardin des remparts » fut conçu par Ferdinand Bac vers 1923. Au pied d'une courtine conservée sur près de 300 m de long et 7 m de haut, il y plante un labyrinthe de buis taillés formant un dessin harmonieux que l'on découvre du haut des remparts eux-mêmes. Ce jardin municipal, avec une aire de jeu pour les enfants, offre une promenade au cœur de la ville.

## Protection
L'ensemble des vestiges sont inscrits au titre des monuments historiques par arrêté du 23 mai 1951.